# Metapolitiek
Metapolitiek is de politieke filosofie die de staatsvorm op zich beschouwt.
In zijn boek Abrégé de métapolitique beschrijft Alain Badiou een emancipatoire ontologie van de politiek. Onder metapolitiek wordt politiek verstaan als een in de realiteit en praktijk beproefd denken. Doorslaggevend in deze omschrijving is voor hem daarbij een democratie die zich vormt uit de politieke dynamiek van bijvoorbeeld een fabrieksbezetting of een huizenkraak. Daarmee grenst hij de term "politiek" af van alle vormen van geregulariseerde en geïnstitutionaliseerde democratie, die hij als "onpolitiek" benoemt. Gelijkheid en rechtvaardigheid, die in elke geïnstitutionaliseerde politieke orde ontpolitiseerd en ingekapseld is, zal in zijn visie slechts via individueel handelen bereikt worden. Aristoteles citerend stelt hij vast dat gelijkheidsstrijders – in de visie van Badiou vormen zij de geïnstitutionaliseerde politiek – de meeste hindernissen opwerpen.